# William Smellie
William Smellie, född 5 februari 1697 i Lanark, Skottland, död där 5 mars 1763, var en skotsk läkare.
Smellie var på sin tid Storbritanniens främste obstetriker, och under de år (1741-59) han i London bedrev undervisning i sitt ämne strömmade till honom lärjungar från en mängd länder. Han gjorde även betydande självständiga inlägg i barnförlossningskonsten, och han betecknas som fadern till den naturliga obstetriken i motsats till den operativa, artificiella. I överensstämmelse med sin expektativa uppfattning ställde han moderns liv vida högre än fostrets och skydde ej att, där så krävdes, offra det senare för modern.

## Bibliografi i urval

A sett of anatomical tables, 1754